# Vittoria di Sassonia-Coburgo-Koháry
Vittoria di Sassonia-Coburgo e Gotha, duchessa di Nemours (Viktoria Franziska Antonia Juliane Luise; Vienna, 14 febbraio 1822 – Esher, 10 novembre 1857), era la figlia del principe Ferdinando di Sassonia-Coburgo e Gotha e Maria Antonia Koháry de Csábrág. Suo padre era il secondo figlio maschio di Francesco Federico, duca di Sassonia-Coburgo-Saalfeld e Augusta di Reuss-Ebersdorf.

## Famiglia d'origine
Era l'unica figlia di Principe Ferdinando di Sassonia-Coburgo e Gotha e Maria Antonia Koháry de Csábrág. Sua madre era la figlia ed erede di Ferenc József, Principe Koháry de Csábrág et Szitnya. Quando il padre di Antonia morì nel 1826, ella ereditò le sue proprietà in Slovacchia e Ungheria. Ferdinando poi aggiunse il cognome Koháry al proprio. In quanto tale dopo l'età di quattro anni, Vittoria fu nota come Sassonia-Coburgo-Gotha-Koháry.
Suo fratello maggiore fu re Ferdinando II del Portogallo e fra i cugini di primo grado vi sono la Regina Vittoria, suo marito il Principe Alberto di Sassonia-Coburgo e Gotha nonché il re belga Leopoldo II e sua sorella, l'imperatrice Carlotta del Messico.

## Matrimonio
Il 27 aprile 1840, nel castello di Saint-Cloud, Vittoria sposò Luigi d'Orléans, noto sin dalla nascita come il Duca di Nemours, figlio di Luigi Filippo di Francia e di Maria Amalia di Borbone-Due Sicilie, figlia a sua volta del re Ferdinando I delle Due Sicilie.
Ebbero quattro figli:
- Luigi Filippo Maria Ferdinando Gastone d'Orléans, Conte d'Eu (28 aprile 1842–28 agosto 1922), sposò Isabella del Brasile;
- Ferdinando Filippo Maria d'Orléans, Duca d'Alençon (12 luglio 1844-29 giugno 1910), sposò la Duchessa Sofia Carlotta in Baviera;
- Margherita Adelaide d'Orléans, (1846–1893), sposò il principe Władysław Czartoryski;
- Bianca Maria Amalia Carolina Luisa Vittoria d'Orléans (28 ottobre 1857-4 febbraio 1932).

Nel 1848 la famiglia reale fuggì, allo scoppio della rivoluzione di febbraio, in Inghilterra, siccome la regina Vittoria era la sua compagna di giochi fin dall'infanzia. I cugini avevano un rapporto molto stretto e la duchessa di Nemours trascorso molto tempo con la regina come loro ospite a Osborne House.

## Morte
Vittoria morì il 10 novembre 1857, dieci giorni dopo la nascita del suo quarto figlio, a causa della febbre puerperale. Fu sepolta nella cappella di Weybridge. Nel 1979 il suo corpo fu trasferito nella Cappella Reale della famiglia Orléans a Dreux, in Normandia.

## Ascendenza
|                                                 |                                    |                                           | Genitori                                    |  |  | Nonni |  |  | Bisnonni                                      |  |  | Trisnonni                                     |  |
|                                                 |                                    |                                           |                                             |  |  |       |  |  | Ernesto Federico di Sassonia-Coburgo-Saalfeld |  |  | Francesco Giosea di Sassonia-Coburgo-Saalfeld |  |
|                                                 |                                    |                                           |                                             |  |  |       |  |  | Ernesto Federico di Sassonia-Coburgo-Saalfeld |  |  | Francesco Giosea di Sassonia-Coburgo-Saalfeld |  |
|                                                 |                                    | Anna Sofia di Schwarzburg-Rudolstadt      |                                             |  |  |       |  |  | Ernesto Federico di Sassonia-Coburgo-Saalfeld |  |  |                                               |  |
| Francesco Federico di Sassonia-Coburgo-Saalfeld |                                    |                                           |                                             |  |  |       |  |  | Ernesto Federico di Sassonia-Coburgo-Saalfeld |  |  |                                               |  |
|                                                 |                                    | Sofia Antonia di Brunswick-Wolfenbüttel   | Ferdinando Alberto II di Brunswick-Lüneburg |  |  |       |  |  |                                               |  |  |                                               |  |
|                                                 |                                    | Sofia Antonia di Brunswick-Wolfenbüttel   | Ferdinando Alberto II di Brunswick-Lüneburg |  |  |       |  |  |                                               |  |  |                                               |  |
|                                                 |                                    | Sofia Antonia di Brunswick-Wolfenbüttel   | Antonietta Amalia di Brunswick-Wolfenbüttel |  |  |       |  |  |                                               |  |  |                                               |  |
| Ferdinando di Sassonia-Coburgo-Kohary           |                                    | Sofia Antonia di Brunswick-Wolfenbüttel   |                                             |  |  |       |  |  |                                               |  |  |                                               |  |
|                                                 |                                    | Enrico XXIV di Reuss-Ebersdorf            | Enrico XXIII di Reuss-Ebersdorf             |  |  |       |  |  |                                               |  |  |                                               |  |
|                                                 |                                    | Enrico XXIV di Reuss-Ebersdorf            | Enrico XXIII di Reuss-Ebersdorf             |  |  |       |  |  |                                               |  |  |                                               |  |
|                                                 |                                    | Enrico XXIV di Reuss-Ebersdorf            | Sofia Teodora di Castell-Remlingen          |  |  |       |  |  |                                               |  |  |                                               |  |
| Augusta di Reuss-Ebersdorf                      |                                    | Enrico XXIV di Reuss-Ebersdorf            |                                             |  |  |       |  |  |                                               |  |  |                                               |  |
|                                                 |                                    | Carolina Ernestina di Erbach-Schönberg    | Giorgio Augusto di Erbach-Schönberg         |  |  |       |  |  |                                               |  |  |                                               |  |
|                                                 |                                    | Carolina Ernestina di Erbach-Schönberg    | Giorgio Augusto di Erbach-Schönberg         |  |  |       |  |  |                                               |  |  |                                               |  |
|                                                 |                                    | Carolina Ernestina di Erbach-Schönberg    | Ferdinanda Enrichetta di Stolberg-Gedern    |  |  |       |  |  |                                               |  |  |                                               |  |
| Vittoria di Sassonia-Coburgo-Koháry             |                                    | Carolina Ernestina di Erbach-Schönberg    |                                             |  |  |       |  |  |                                               |  |  |                                               |  |
|                                                 | Ignac II József Csabragi di Koháry | …                                         |                                             |  |  |       |  |  |                                               |  |  |                                               |  |
|                                                 | Ignac II József Csabragi di Koháry | …                                         |                                             |  |  |       |  |  |                                               |  |  |                                               |  |
|                                                 | Ignac II József Csabragi di Koháry | …                                         |                                             |  |  |       |  |  |                                               |  |  |                                               |  |
| Ferenc József di Koháry                         | Ignac II József Csabragi di Koháry |                                           |                                             |  |  |       |  |  |                                               |  |  |                                               |  |
|                                                 |                                    | Maria Gabriella Cavriani di Imena         | …                                           |  |  |       |  |  |                                               |  |  |                                               |  |
|                                                 |                                    | Maria Gabriella Cavriani di Imena         | …                                           |  |  |       |  |  |                                               |  |  |                                               |  |
|                                                 |                                    | Maria Gabriella Cavriani di Imena         | …                                           |  |  |       |  |  |                                               |  |  |                                               |  |
| Maria Antonia di Koháry                         |                                    | Maria Gabriella Cavriani di Imena         |                                             |  |  |       |  |  |                                               |  |  |                                               |  |
|                                                 |                                    | Giorgio Cristiano di Waldstein-Wartenberg | …                                           |  |  |       |  |  |                                               |  |  |                                               |  |
|                                                 |                                    | Giorgio Cristiano di Waldstein-Wartenberg | …                                           |  |  |       |  |  |                                               |  |  |                                               |  |
|                                                 |                                    | Giorgio Cristiano di Waldstein-Wartenberg | …                                           |  |  |       |  |  |                                               |  |  |                                               |  |
| Maria Antonia di Waldstein-Wartenberg           |                                    | Giorgio Cristiano di Waldstein-Wartenberg |                                             |  |  |       |  |  |                                               |  |  |                                               |  |
|                                                 |                                    | Maria Isabella di Ulfeldt                 | …                                           |  |  |       |  |  |                                               |  |  |                                               |  |
|                                                 |                                    | Maria Isabella di Ulfeldt                 | …                                           |  |  |       |  |  |                                               |  |  |                                               |  |
|                                                 |                                    | Maria Isabella di Ulfeldt                 | …                                           |  |  |       |  |  |                                               |  |  |                                               |  |
|                                                 |                                    | Maria Isabella di Ulfeldt                 |                                             |  |  |       |  |  |                                               |  |  |                                               |  |

## Titoli e stili
- 14 febbraio 1822 - 27 giugno 1826: Sua Altezza Serenissima Principessa Vittoria di Sassonia-Coburgo-Saalfeld, Duchessa in Sassonia.
- 27 giugno 1826 - 27 aprile 1840: Sua Altezza Serenissima Principessa Vittoria di Sassonia-Coburgo e Gotha, Duchessa in Sassonia.
- 27 aprile 1840 - 10 dicembre 1857: Sua Altezza Reale La Duchessa di Nemours.